# Giuseppe Pinelli
Giuseppe Pinelli (Milano, 21 ottobre 1928 – Milano, 15 dicembre 1969) è stato un anarchico e partigiano italiano, di professione ferroviere, animatore del circolo anarchico Ponte della Ghisolfa e giovane staffetta nella Brigata Autonoma Franco, forse collegata alle Brigate Bruzzi Malatesta durante la Resistenza.
Deceduto nella notte tra il 15 e il 16 dicembre 1969 dopo essere precipitato da una finestra della questura di Milano, a 41 anni. Era trattenuto lì da più di 48 ore in fermo, per accertamenti in seguito alla esplosione di una bomba nella sede di piazza Fontana della Banca Nazionale dell'Agricoltura (strage di piazza Fontana), di cui risultò poi essere stato estraneo. La dinamica effettiva della morte non fu mai chiarita.

## Biografia

### Origini e formazione
Nato a Milano, nel quartiere popolare di Porta Ticinese, il 21 ottobre 1928, finite le scuole elementari deve andare a lavorare prima come garzone, poi come magazziniere, per mantenersi e aiutare la famiglia. Legge però molti libri per colmare i suoi studi lacunosi, fino ad avere una buona cultura da autodidatta.

### La partecipazione alla resistenza
Nel '44/'45 partecipa alla Resistenza antifascista come staffetta della Brigata autonoma Franco, qui conosce l'anarchico Angelo Rossini, attraverso cui entrerà nel movimento libertario. Il fatto che Rossini compaia anche negli elenchi delle Brigate Bruzzi Malatesta fa supporre che tra le due formazioni vi fosse un collegamento. Dopo la fine della guerra "Pino", come è chiamato, continua l'attività nel movimento anarchico a Milano.

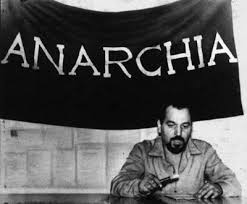
Pinelli al Circolo anarchico Ponte della Ghisolfa

### La militanza politica
Nel 1954 vince un concorso ed entra nelle Ferrovie dello Stato come manovratore. L'anno successivo si sposa con Licia Rognini (Senigallia, 5 gennaio 1928 – Milano, 11 novembre 2024), incontrata ad un corso di esperanto. Nel 1963 si unisce ai giovani anarchici della Gioventù Libertaria, due anni dopo è tra i fondatori del circolo Sacco e Vanzetti. Dal novembre 1966 partecipa e sostiene la rivista «Mondo Beat».
Nel mese di novembre del 1966, già militante anarchico, dà appoggio a Gennaro De Miranda, Umberto Tiboni, Gunilla Hunger, Tella e altri ragazzi del giro dei cosiddetti capelloni per stampare le prime copie della rivista Mondo Beat nella sezione anarchica "Sacco e Vanzetti" di viale Murillo.
Nel 1968 uno sfratto costringe i militanti alla chiusura del circolo, ma il 1º maggio Pinelli è tra i fondatori di un nuovo circolo, in piazzale Lugano 31, a pochi metri dal Ponte della Ghisolfa. Al nuovo Circolo si succedono cicli di conferenze e assemblee dei primi comitati di base unitari; è tra i promotori della ricostruzione della sezione dell'Unione Sindacale Italiana (USI), l'organizzazione di ispirazione sindacalista rivoluzionaria e libertaria.
Dopo gli arresti degli anarchici per le bombe (poste dai neofascisti di Ordine Nuovo, gli stessi dietro alla bomba di piazza Fontana) esplose il 25 aprile 1969 a Milano, alla stazione centrale e alla fiera campionaria (saranno assolti nel giugno 1971), Pinelli si impegna per raccogliere pacchi di cibo, vestiario e libri da inviare ai compagni in carcere. Nell'ambito della appena costituita Croce Nera Anarchica, si impegna nella costruzione di una rete di solidarietà e di controinformazione, che possa servire anche in altri casi simili.

### La strage di piazza Fontana, il fermo e morte
Il 1969 fu l'anno dell'autunno caldo, il momento di più alta unità e conflittualità operaia dalla nascita della Repubblica. Scioperi, picchetti, occupazioni delle fabbriche e cortei segnarono fortemente la seconda metà di quell'anno, in particolare per l'intensità dello scontro politico in atto che, alimentato da una diffusa ideologia rivoluzionaria dei gruppi della sinistra extraparlamentare nati dopo il Sessantotto, sfociava in violenti scontri di piazza. In questo clima arroventato, sul finire del 1969, il 12 dicembre, nei locali della Banca Nazionale dell'Agricoltura di piazza Fontana a Milano, lo scoppio di una bomba uccise numerose persone.

La sera stessa della strage la polizia fermò 84 sospetti, tra cui Pinelli, invitato dal commissario Luigi Calabresi a precedere la volante della polizia in questura con il suo motorino per accertamenti. Tre giorni dopo, il 15 dicembre, Pinelli si trovava ancora nel palazzo della questura. Erano abbondantemente scadute le 48 ore e il fermo era diventato illegale in quanto non convalidato dal magistrato. Durante un interrogatorio da parte di Antonino Allegra (responsabile dell'Ufficio politico della questura) e del commissario Calabresi, in presenza di quattro agenti della polizia in forza all'Ufficio Politico (Vito Panessa, Giuseppe Caracuta, Carlo Mainardi, Pietro Mucilli) e del tenente dei carabinieri (nonché agente del SISDe) Savino Lograno, Pinelli precipitò dalla finestra dell'ufficio al quarto piano della questura in un'aiuola sottostante. Portato all'ospedale Fatebenefratelli, ci arrivò già morto.

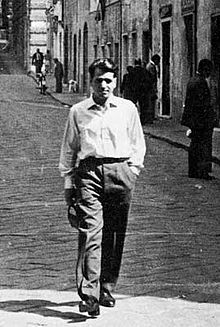
Pinelli a Genova in viaggio di nozze nel 1955. Fotografato da Licia Pinelli

La prima versione data dal questore Marcello Guida nella conferenza stampa convocata poco dopo la morte dell'anarchico, a cui parteciparono anche il dott. Antonino Allegra ed il commissario Calabresi, fu quella del suicidio ("Improvvisamente il Pinelli ha compiuto un balzo felino verso la finestra che per il caldo era stata lasciata socchiusa e si è lanciato nel vuoto"), dovuto al fatto che il suo alibi si era rivelato falso; versione poi ritrattata quando l'alibi di Pinelli si rivelò invece credibile. Secondo alcune versioni iniziali della polizia, mai confermate, Pinelli precipitando avrebbe gridato l'ormai celebre frase: «È la fine dell'anarchia!»
Il trattenimento di Pinelli in questura oltre le 48 ore, non essendo stato il fermo convalidato dall'autorità giudiziaria, in base a quanto previsto dall'art. 13 della Costituzione, doveva intendersi revocato e privo di ogni effetto: il 15 dicembre 1969, giorno in cui precipitò dalla finestra della questura, quindi, egli avrebbe dovuto essere libero. Il giorno successivo, 16 dicembre, in seguito alla comparsa di un testimone, un tassista, per la strage di Piazza Fontana veniva arrestato Pietro Valpreda, che sarà poi giudicato innocente.
Il 20 dicembre 1969 si svolsero i funerali di Giuseppe Pinelli, al cimitero Maggiore, a cui parteciparono la famiglia, i compagni anarchici e alcuni intellettuali come Franco Fortini (che ne scriverà un resoconto giornalistico), Vittorio Sereni, Marco Forti e Giovanni Raboni. Successivamente, il corpo di Pinelli sarà traslato nel cimitero di Turigliano, vicino a Carrara, e sulla lapide verrà apposta anche una poesia di Edgar Lee Masters, Carl Hamblin tratta dall'Antologia di Spoon River (libro che Pinelli aveva regalato al commissario Calabresi nei giorni in cui la polizia indagava gli anarchici per le bombe dell'aprile 1969).

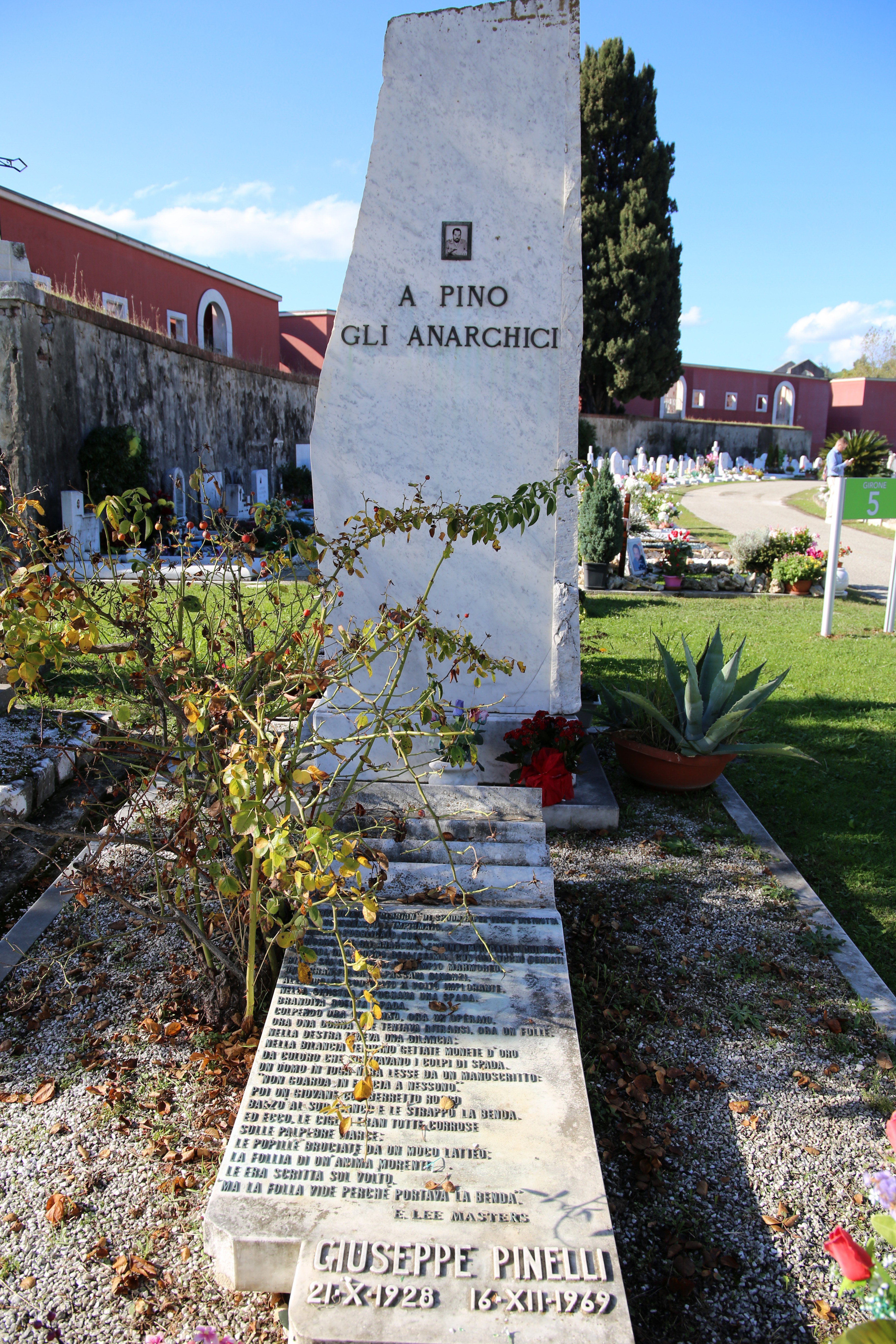
Tomba di Giuseppe Pinelli, cimitero di Turigliano, Carrara.

## Indagini sulla morte
Sulla morte di Giuseppe Pinelli si aprì un primo processo per diffamazione a mezzo stampa intentato da Calabresi nei confronti di Pio Baldelli, direttore del periodico Lotta Continua, iniziato il 9 ottobre 1970, di cui era presidente del consiglio giudicante Carlo Biotti. Gli interrogatori dei testimoni riguardo alla morte di Pinelli presentarono alcune discrepanze che spinsero la Procura della Repubblica a riaprire il caso Pinelli inviando un «avviso di reato» ai testimoni e al commissario Calabresi. Su questo processo Francesco Leonetti realizzò il documentario "Processo Politico", con l'aiuto di Arnaldo Pomodoro e la fotografia di Carla Cerati.

### La prima autopsia
Il presidente Carlo Biotti ordinò la riesumazione della salma di Pinelli e la relativa autopsia, ma fu ricusato prima in corte d'appello, poi sospeso da ogni funzione, infine accusato di verbale rivelazione di segreti d'ufficio (si sostenne che aveva già comunicato ad altri la sua convinzione di giudizio), prima con un procedimento disciplinare e poi con un processo penale. Biotti lasciò ogni carica, affrontando il processo prima disciplinare e poi penale che durò sette anni. "Un piccolo episodio è rivelatore del clima di quei giorni: Biotti andò al cinema e, riconosciuto dal pubblico, fu fragorosamente applaudito" per venti minuti da tutti gli spettatori alzati in piedi. Il magistrato verrà portato sul banco degli imputati a Firenze e verranno chiesti per lui, oltre alla sospensione della pensione, diciotto mesi di reclusione. Le uniche accuse, poi completamente smentite, nate senza alcun supporto probatorio
, furono la rivelazione di segreto d'ufficio e l'aver anticipato, in un colloquio privato, la sua convinzione già determinata sulla sentenza, che il presidente Biotti avrebbe fornito in confidenza all'avvocato Michele Lener, fatto sempre negato dal giudice Biotti. A sostegno dell'accusa fu determinante, come indizio, il fatto che al termine di un'udienza il presidente Biotti strinse la mano a un imputato, Pio Baldelli (il quale avvertiva che sarebbe mancato alla successiva udienza e il presidente Biotti "usa stringere sempre la mano a chi gliela porge"). La lunga battaglia legale finì con l'assoluzione di Biotti da ogni accusa in ogni grado di giudizio, con formula piena.

### La seconda autopsia
Alcuni organi di stampa, tra cui Lotta Continua (n. 12, 14/05/1970), sostenevano che la salma di Pinelli presentasse una lesione bulbare compatibile con quelle che può provocare un colpo di karate. Peraltro, una lesione bulbare avrebbe provocato la morte immediata di Pinelli, il quale morì due ore dopo la caduta dalla finestra.
In seguito a tali polemiche e su denuncia della moglie di Pinelli fu aperta una nuova inchiesta, assegnata al giudice Gerardo D'Ambrosio, nominato giudice istruttore il 16 settembre 1972. La salma di Pinelli venne riesumata e analizzata. In realtà nella prima perizia necroscopica non si parlava di una lesione bulbare, ma di "un'area grossolanamente ovolare" conseguenza del contatto del cadavere con il marmo dell'obitorio. Fu fatta quindi una seconda autopsia che confermò il risultato della prima.
La sentenza dell'inchiesta sulla morte di Giuseppe Pinelli fu emessa nell'ottobre 1975: il caso venne chiuso attribuendo la morte di Pinelli a un malore, secondo la sentenza del giudice D'Ambrosio. Lo stress degli interrogatori, le troppe sigarette a stomaco vuoto, assieme al freddo che proveniva dalla finestra aperta avrebbero causato un malore e Pinelli, invece di accasciarsi come nel caso di un collasso, avrebbe subito un'alterazione del centro di equilibrio, che causò la caduta. Nessuna imputazione, né per omicidio colposo né per abuso d'ufficio (Pinelli era trattenuto illegalmente dopo che il fermo era ormai scaduto) né per falso ideologico (per aver dichiarato che Pinelli si era suicidato), verrà mai contestata a nessuna delle persone coinvolte. L'inchiesta della magistratura accolse le dichiarazioni dei coimputati, secondo i quali il commissario Calabresi non era presente nel momento della caduta. Gerardo D'Ambrosio scrisse nella sentenza: "L'istruttoria lascia tranquillamente ritenere che il commissario Calabresi non era nel suo ufficio al momento della morte di Pinelli". Erano invece presenti quattro agenti della polizia e un ufficiale dei carabinieri, che furono prosciolti. L'unico testimone, Pasquale Valitutti, anch'egli presente in Questura e trattenuto in una stanza vicina, dichiarò sotto giuramento che al contrario il commissario era presente nella stanza da dove cadde Pinelli.
Il caso suscitò una polemica politica intrisa di vibrante animosità, tanto da parte di coloro che sostenevano la tesi dell'omicidio, quanto da parte delle autorità, nel più ampio dibattito legato alla strage di piazza Fontana, al terrorismo, alla cosiddetta teoria della strategia della tensione, al cosiddetto stragismo di stato, alla repressione dei circoli anarchici italiani e all'assassinio del commissario Calabresi.
La vedova di Pinelli, Licia, ha sempre pensato che Pinelli possa essere svenuto in seguito a un colpo preso in una colluttazione con i poliziotti, e creduto morto, per cui venne inscenato il "suicidio" e sua opinione è che il commissario Calabresi sia forse stato ucciso non per vendetta ma per farlo tacere sulle responsabilità dei suoi capi. Anche il film Romanzo di una strage di Marco Tullio Giordana sostiene, facendo intuire più che mostrandolo, che la morte di Pinelli fu un omicidio colposo a causa dell'inesperienza di alcuni giovani poliziotti che avrebbero "perso la testa", e non un "malore" come detto dalla sentenza.

## I dubbi sul decesso
Le circostanze della sua morte, ufficialmente attribuita ad un malore, hanno destato sospetto a causa di alcune circostanze legate ai momenti del tutto eccezionali vissuti nel capoluogo lombardo a seguito della strage di piazza Fontana del 12 dicembre 1969. Con lui venne indagato anche Pietro Valpreda, ed entrambi saranno dichiarati innocenti (Pinelli solo dopo la morte). I fatti strani legati alla morte di Pinelli indussero molti a parlare, sempre più apertamente, di omicidio: Pinelli sarebbe stato gettato dalla finestra.

### Le motivazioni
La prima ragione per credere all'omicidio sarebbe l'incoerenza della pulsione suicida con il carattere di Pinelli. Chi lo conosceva escludeva una sua eventuale propensione al suicidio. Secondo queste fonti, Pinelli non avrebbe preso in considerazione l'ipotesi del suicidio, neppure di fronte al pericolo di una condanna all'ergastolo per strage. Al momento della morte non si profilava comunque una condanna, data la mancanza assoluta di prove e l'inconsistenza degli indizi nei suoi confronti.

### Valutazioni critiche
Tra i critici che mettevano in dubbio il verificarsi dei fatti come descritto della posizione ufficiale delle forze o dalla ricostruzione effettuata nel processo molti sostennero, pur non avendo ovviamente prove, ma solo ipotesi, che Pinelli fosse stato coscientemente defenestrato per usare il suo "suicidio" come prova della sua colpevolezza: la versione del suicidio fu effettivamente la prima versione data alla stampa dal questore Marcello Guida, nella conferenza stampa a cui parteciparono anche Calabresi e il dottor Antonino Allegra (responsabile dell'Ufficio politico della questura), versione poi ritrattata quando l'alibi di Pinelli, al contrario di quanto affermato durante la conferenza stampa stessa, si rivelò veritiero.
Pasquale Valitutti, un anarchico che era stato fermato insieme a Pinelli e si trovava in una stanza vicina affermò sempre che non vide nessuno, dalla finestra della stanza, attraversare il corridoio nei quindici minuti antecedenti il fatto, e che dopo la caduta venne prelevato da due agenti: il commissario Calabresi in persona gli comunicò che l'anarchico si era buttato. Valitutti fu immediatamente trasferito a San Vittore, dove verrà rilasciato il giorno dopo (anche per lui era scaduto il tempo massimo del fermo) senza essere stato interrogato.
(Testimonianza di Pasquale Valitutti, riportata in 43 anni. Piazza Fontana, un libro, un film di Adriano Sofri, pagg. 128-129)
Quest'ultima testimonianza che, insieme ad alcuni errori e contraddizioni contenute nelle prime versioni date dalle forze dell'ordine, metteva in dubbio le affermazioni della polizia, venne considerata credibile dai gruppi che ritenevano la morte di Pinelli causata dal tentativo di trovare un capro espiatorio per gli attentati di piazza Fontana. Valitutti come riportato sostenne anche di aver visto e di aver parlato alcune volte con Pinelli durante i due giorni, trovandolo provato per gli interrogatori e per la mancanza di sonno (sarebbe stato tenuto appositamente sveglio), sostenendo che Pinelli aveva anche affermato che il suo alibi non veniva creduto.
La sentenza del Tribunale di Milano afferma che tutti i coimputati e gli agenti presenti al quarto piano dell'edificio confermarono che il commissario Calabresi non si trovava nella stanza al momento del fatto e ritiene difficile escludere l'eventualità che Valitutti (unico testimone sotto giuramento) si fosse distratto per il tempo sufficiente ad una persona per attraversare la frazione di corridoio visibile dalla stanza.

### I dubbi sulla versione ufficiale
La versione ufficiale viene considerata inoltre, secondo le stesse fonti, contraddittoria ed incongruente: l'ambulanza sarebbe stata chiamata alcuni minuti prima della caduta, Pinelli non avrebbe urlato durante la caduta, avvenuta quasi in verticale (quindi probabilmente senza lo spostamento verso l'esterno che ci sarebbe stato se si fosse lanciato), pur avendo sbattuto contro i cornicioni, sulle mani non avrebbe avuto nessun segno che mostrasse tentativi (anche istintivi) di proteggersi dalla caduta, gli agenti presenti forniranno nel tempo versioni leggermente contrastanti sull'accaduto (in una di queste sostennero di essere riusciti ad afferrarlo, ma di non essere riusciti a trattenerlo, motivando quindi la caduta in verticale senza spostamento dovuto all'eventuale slancio) e infine le dimensioni della stanza, la disposizione dei mobili e delle sedie per l'interrogatorio avrebbero reso difficile gettarsi dalla finestra in presenza di tanti poliziotti. Secondo una delle diverse versioni date dalla Questura, nel tentativo di trattenere Pinelli per impedire la caduta dalla finestra, nelle mani di un poliziotto sarebbe rimasta una scarpa del ferroviere, prova che i tentativi di trattenerlo erano avvenuti, ma in realtà, quando il ferroviere fu raccolto sul selciato, indossava ancora entrambe le scarpe.
Riguardo all'ora della caduta, la sentenza cita le testimonianze dei quattro giornalisti presenti nella sala stampa della questura, concordi nell'affermare che il fatto avvenne qualche minuto prima della mezzanotte, informazione definita assolutamente certa. La sentenza poi afferma che l'ambulanza fu chiamata alle 00:01, in base all'ora trascritta sul registro delle richieste d'intervento pervenute alla centrale operativa del corpo dei vigili urbani.
Leonardo Sciascia elencò in seguito, in un articolo su L'Espresso del 28 agosto 1988, alcune ipotesi alternative: omicidio seguito a violenze della polizia, suicidio in seguito a pressioni psicologiche eccessive, suicidio per sfuggire a torture.

### Le illazioni sulle persone coinvolte
Uno degli argomenti addotti su cui vengono fatte molte illazioni è la qualità dei soggetti coinvolti, cioè delle 5 persone che erano nella stanza con Pinelli.
Luigi Calabresi era noto per il suo lavoro di contrasto politico alle formazioni di estrema sinistra (fra cui Lotta Continua).

In un primo momento vennero indicati come sospetti gli avanzamenti di grado di alcuni ufficiali ritenuti anch'essi coinvolti nella misteriosa morte, tra cui Marcello Guida, direttore delle guardie delle carceri di Ventotene (l'isola dove vennero segregati gli anarchici prima di esser trasferiti nel campo di concentramento di Renicci d'Anghiari, in provincia di Arezzo) e Santo Stefano durante il ventennio, anche se si accertò poi che si trattava semplicemente di ordinari avanzamenti per anzianità.

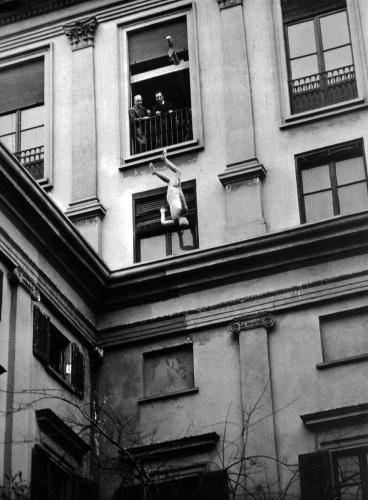
La ricostruzione della caduta di Giuseppe Pinelli, effettuata utilizzando un manichino

In visita a Milano, l'allora Presidente della Camera Sandro Pertini (ex detenuto politico a Ventotene) si rifiutò comunque di stringere la mano a Guida, poiché "su di lui gravava l'ombra della morte dell'anarchico Pinelli".

### L'assassinio del Commissario Calabresi
L'assenza del commissario Calabresi dalla stanza al momento della caduta di Pinelli non sarà tuttavia creduta da parte degli ambienti anarchici e della sinistra, che lo farà segno di una violenta campagna di stampa allo scopo di isolarlo. Alla campagna di stampa, condotta in maniera assai forte, aderirono molti esponenti della sinistra italiana. Calabresi fu assassinato nel maggio 1972, da aderenti alla sinistra extraparlamentare. Verranno condannati, secondo sentenza definitiva, Leonardo Marino (reo confesso) come autista del commando, Ovidio Bompressi come esecutore del delitto, e come mandanti, per concorso morale, due leader di LC, Giorgio Pietrostefani per aver organizzato l'agguato e Adriano Sofri per averlo approvato dando a Marino (secondo la testimonianza di Marino stesso) il suo assenso alla fine di un comizio. L'assassinio del Commissario incise anche nelle indagini sulla strage di piazza Fontana.

## La contro-inchiesta delle Brigate Rosse
La Commissione stragi accertò che sulla strage di piazza Fontana la controinchiesta delle Brigate Rosse arrivò alla conclusione che la strage fu opera di una collaborazione tra anarchici (probabilmente inconsapevoli capri espiatori), fascisti e servizi segreti.
Il 10 gennaio 1991 un pentito delle BR, Michele Galati, riassunse i risultati della controinchiesta sulla strage di piazza Fontana al giudice istruttore di Venezia.

Il pentito affermò davanti al giudice che la controinchiesta era arrivata alla conclusione che materialmente l'ordigno era stato posto nella banca da anarchici (Valpreda o Pinelli), che pensavano di attuare un attentato dimostrativo, non mortale e a banca chiusa; timer ed esplosivo (molto più potente del previsto) erano stati messi a disposizione da una cellula nera. I risultati della controinchiesta su piazza Fontana furono tenuti riservati, secondo Galati, perché concludeva che Pinelli aveva collocato la bomba ed era morto suicida perché sconvolto. L'inchiesta delle Br, secondo il racconto di Galati, concluse che la strage avvenne per un errore nella valutazione dell'orario di chiusura della banca.

Nel settembre 1992, anche l'allora segretario del PSI, Bettino Craxi fece affermazioni analoghe, così come l'ex Presidente della Repubblica Francesco Cossiga.

## Il riconoscimento d'innocenza per piazza Fontana
Le conclusioni che coinvolgono ancora gli anarchici sono in contrasto con le sentenze giudiziarie, che hanno invece affermato l'innocenza di Pinelli e Valpreda già alla fine degli anni '70, attribuendo la strage al gruppo neofascista Ordine Nuovo, sebbene le condanne dei presunti esecutori e mandanti furono prescritte (come avvenuto per Carlo Digilio) o essi stessi non furono processabili (caso di Nino Sottosanti, da taluni indicato come "sosia di Valpreda" e come infiltrato nei gruppi anarchici), spesso perché già assolti in via definitiva (i due leader del movimento in Veneto, Franco Freda e Giovanni Ventura, indicanti come probabili mandanti da una sentenza della Cassazione del 2005). Alcuni di essi erano collaboratori dei servizi segreti deviati. I pentiti di ON Carlo Digilio e Martino Siciliano indicarono nell'ordinovista Delfo Zorzi, con alcuni complici, il vero esecutore materiale della strage e Carlo Maria Maggi (poi condannato come ispiratore della strage di piazza della Loggia) come mandante; tuttavia non furono creduti e Zorzi e Maggi vennero assolti.

## Influenza culturale
La figura di Pinelli è stata presa, in ambienti anarchici, a simbolo dell'opposizione al potere costituito in genere ed in particolare al potere poliziesco.

### Cinema
Nei mesi successivi alla morte di Pinelli il "Comitato cineasti contro la repressione" raccolse numerosi materiali per la realizzazione di un lungometraggio sulla vicenda di Giuseppe Pinelli; due gruppi di lavoro, coordinati da Elio Petri e Nelo Risi, portarono a termine l'opera. Il film, Documenti su Giuseppe Pinelli, uscì nel 1970 e circolò attraverso i canali politici del PCI e del Movimento Studentesco. Alcuni estratti di questi film sono utilizzati in 12/12 - Piazza Fontana (2019) di Matteo Bennati e Maurizio Scarcella per ricostruire la storia processuale della Strage di Piazza Fontana e del Processo Calabresi.
La figura di Pinelli appare anche nei film Romanzo di una strage (2012) di Marco Tullio Giordana (interpretato da Pierfrancesco Favino), nell'episodio Il commissario (2014) della miniserie televisiva Gli anni spezzati (interpretato da Paolo Calabresi) e in Faccia da spia (1975), regia di Giuseppe Ferrara.

### Musica
Sono state composte diverse canzoni su Pinelli, come diverse versioni de La ballata del Pinelli (o Ballata dell'anarchico Pinelli) scritta sia dal cantautore pisano di LC Pino Masi che da G. Barozzi, F. Lazzarini, U. Zavanella (giovani anarchici mantovani) la sera stessa dei funerali e successivamente rielaborata, ampliata e musicata da Joe Fallisi nel 1969. La canzone è stata abitualmente portata sul palco, con un testo molto simile all'originale e l'arrangiamento modificato, da Claudio Lolli, uno dei più politicizzati cantautori italiani.

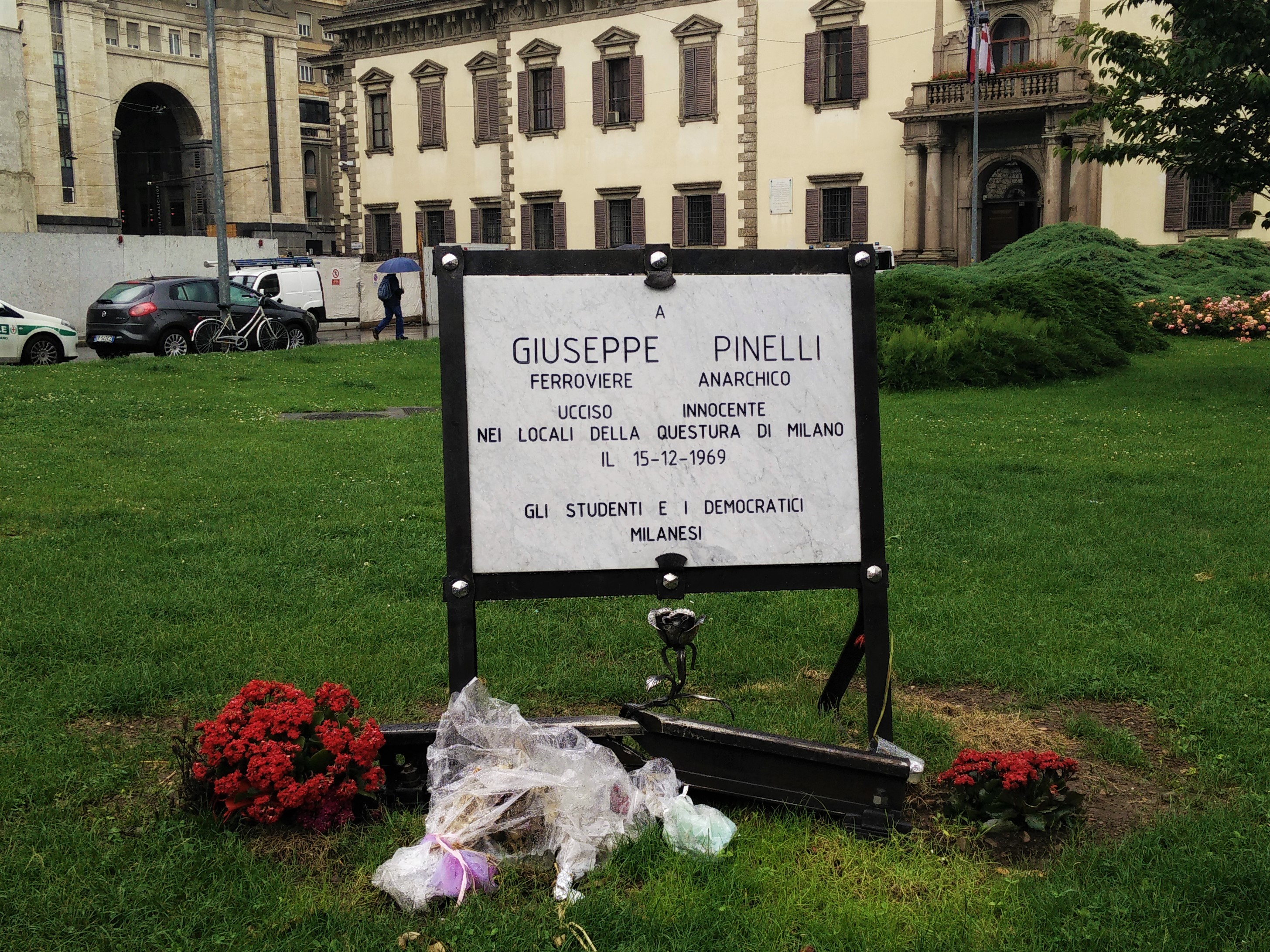
Nuova lapide commemorativa apposta dagli anarchici nel maggio 2016 in sostituzione della prima.

Nel febbraio 1970, il cantastorie Franco Trincale compose un Lamento per la morte di Giuseppe Pinelli, che divenne molto popolare e fu inciso in diversi album di questo artista.
Riccardo Mannerini, poeta anarchico e paroliere (collaboratore di De André) scrive su questo tema il testo di un brano musicale per i New Trolls, Ballata per un ferroviere (1970).
Sempre del 1970 è Povero Pinelli, sulla musica di Povero Matteotti (rielaborazione a sua volta di Povero Cavallotti), scritta da Luisa Ronchini con una strofa aggiunta da Giovanna Marini, per il Canzoniere Popolare Veneto.
La canzone Asilo "Republic" di Vasco Rossi contenuta nell'album Colpa d'Alfredo del 1980 è tratta dalla vicenda di Giuseppe Pinelli, affrontata con ironia e metafore:
L'interpretazione politica del pezzo è stata fornita dallo stesso Vasco Rossi: «È una metafora della rivoluzione culturale giovanile degli anni Settanta. I bambini dell'asilo sono il movimento studentesco… il bambino che si butta dalla finestra è Pinelli… e ci volevano far credere che si fosse buttato da solo! La madre è l'opinione pubblica. L'agente è lo stato di polizia».

Anche il gruppo folk emiliano dei Modena City Ramblers ha citato il caso all'interno di una loro canzone presente su un demotape autoprodotto del 1993 intitolato Combat Folk, la canzone è intitolata Quarant'anni: 
Il gruppo ska romano Banda Bassotti cita il ferroviere nella canzone Luna Rossa contenuta in Avanzo de cantiere, cover di Piazza Fontana degli Yu Kung:
scendono a valle sul mio paese

chi pagherà le vittime innocenti?

chi darà vita a Pinelli il ferroviere?»
Il musicista comasco Filippo Andreani
narra la vicenda di Pinelli vista da parte della compagna in "Quasi soltanto mia" nell'album Scritti per Pablo.
Anche Stefano Rosso ha inserito un riferimento alla morte di Pinelli nella canzone Girotondo contenuta in Una Storia Disonesta
si combatte al sud

chiudi la finestra

puoi cadere... giù»

### Teatro
Alla vicenda di Pinelli si ispirò anche un'opera teatrale di Dario Fo: Morte accidentale di un anarchico (ma in realtà il riferimento quasi esplicito che viene fatto è per Andrea Salsedo, per motivi di censura). All'omicidio Calabresi, seguito alla strage di piazza Fontana e alla morte di Pinelli, Fo dedicò Marino libero! Marino è innocente!.
Nel 1970 in Brasile il Living Theatre inaugurò "L'eredità di Caino", un ciclo di creazioni collettive per interventi in strade, fabbriche, università, manicomi e altri luoghi dove sembrasse utile portare l'azione diretta del teatro. Di questo ciclo di spettacoli fa parte anche "Il corpo di Giuseppe Pinelli", rappresentato per la prima volta a Napoli, all'Ottavo Liceo Scientifico, nel gennaio 1977 e sviluppato nel novembre seguente, in occasione di una rappresentazione presso la facoltà di Giurisprudenza dell'Università di Roma, col titolo "Il corpo di Giuseppe Pinelli e Andreas Baader". A questo testo Julian Beck ha continuato a lavorare fino al gennaio '79, quando è giunto alla forma definitiva di una lunga poesia in tre parti, finora inedita e reperibile ora nella traduzione di Serena Urbani, che ha intitolato "Pinelli Baader manifesto".
Il 9 dicembre 2019 debutta al Teatro dell'Elfo di Milano Il rumore del silenzio di Renato Sarti, con Laura Curino e lo stesso Sarti. Il testo, finalista al 55º Premio Riccione, racconta le vicende delle vittime della Strage di piazza Fontana e di Pinelli.

### Pittura
L'opera pittorica di Enrico Baj, che doveva essere esposta a Milano lo stesso giorno dell'omicidio Calabresi, intitolata I funerali di Pinelli, si ispira anch'essa a questi eventi.

### Letteratura e giornalismo
L'obiettore di coscienza cattolico Giuseppe Gozzini difese pubblicamente l'immagine di Giuseppe Pinelli e, come ricorda Giorgio Nebbia, "sarà il primo a sostenere l'impegno nonviolento di questo sconosciuto ferroviere, con una lettera aperta pubblicata da decine di giornali e riviste". Della vicenda Pinelli si occupò lungamente Camilla Cederna, giornalista di fama, che pubblicò la sua testimonianza in un libro intitolato Pinelli. La finestra sulla strage, edito nel 1971 e ripubblicato nel 2004.
Il citato poeta anarchico genovese Riccardo Mannerini ha scritto "Il Ferroviere".

### Le lapidi commemorative

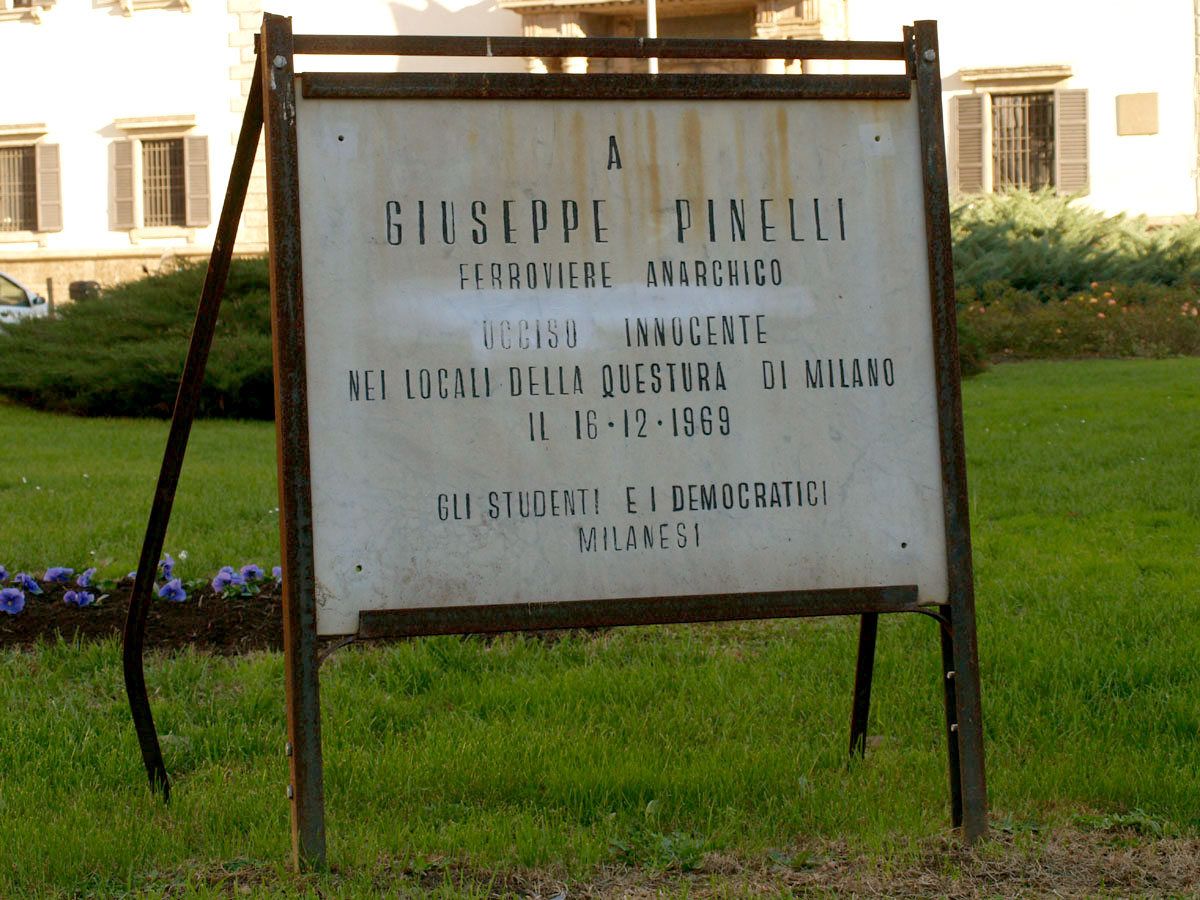
La precedente lapide commemorativa apposta dagli anarchici

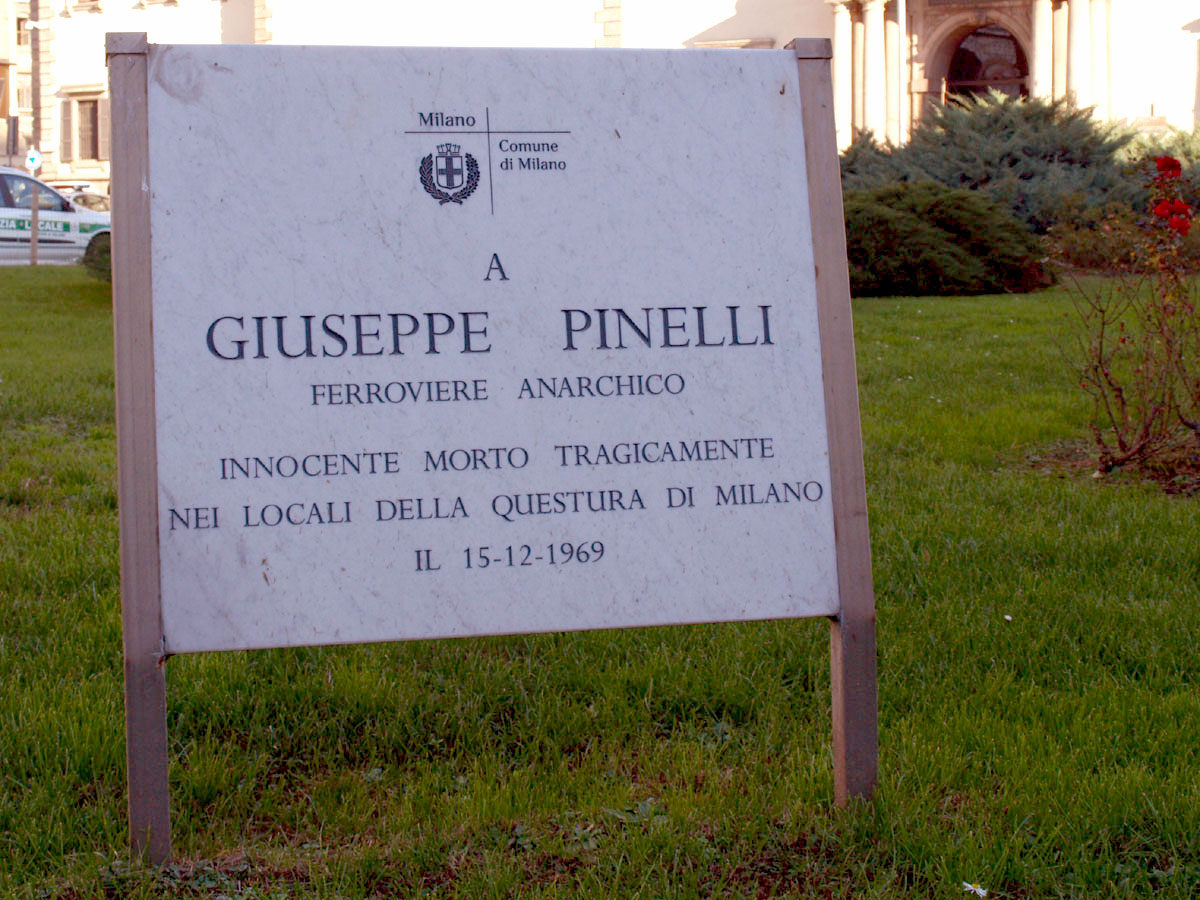
La lapide commemorativa apposta dal Comune di Milano

Ogni anno, a Milano si organizzano diverse manifestazioni per non dimenticare Pinelli e la strage di piazza Fontana dove è stata apposta nel 1977 una lapide che recita: A Giuseppe Pinelli, ferroviere anarchico ucciso innocente nei locali della questura di Milano; 16/12/1969.
Nel novembre 1988, una lapide simile a quella di piazza Fontana viene apposta a Roma all'ingresso della Facoltà di Lettere e Filosofia della Sapienza.
Nel marzo 2006 il Comune di Milano, come il sindaco Gabriele Albertini aveva promesso di fare prima della fine del proprio mandato, ha cercato di placare le polemiche sulla presenza della lapide (che di fatto ufficializza la versione secondo cui Pinelli sarebbe stato assassinato), sostituendola con una lapide simile in cui il testo è stato cambiato per renderlo meno accusatoria: la nuova lapide recita "innocente morto tragicamente" al posto di "ucciso innocente". La sostituzione è avvenuta di notte e non è stata precedentemente annunciata, ufficialmente per evitare possibili incidenti.
La decisione ha trovato l'opposizione degli ambienti anarchici. La sostituzione della targa è stata considerata da alcuni esponenti del mondo anarchico e della sinistra come un'operazione elettorale dovuta alle imminenti elezioni politiche e elezioni amministrative per il sindaco.
Il 23 marzo 2006, gli anarchici del Ponte della Ghisolfa hanno ricollocato in piazza Fontana la loro targa, completa della dicitura originale. Pertanto ora in quel luogo vi sono due targhe che commemorano Giuseppe Pinelli. L'allora sindaco Albertini affermò che avrebbe chiesto alla giustizia civile di far rimuovere nuovamente la targa degli anarchici, sostenendo che per decenni è stata tollerata una targa che occupava abusivamente il suolo pubblico ma, attualmente, la targa è lì collocata.
Nel maggio del 2016 gli stessi anarchici del Ponte della Ghisolfa hanno rimosso l'originaria lapide commemorativa, ormai logora, per sostituirla con una nuova a cui è stata aggiunta alla base un'opera artistica in metallo, composta da una trave d'acciaio spezzata da cui si erge una rosa. Rispetto alla precedente, la nuova lapide non riporta più come data della morte di Pinelli il 16 dicembre 1969, ma quella del giorno antecedente.
Nel dicembre 2010 una scultura commemorativa a lui dedicata è stata posta nella Stazione Garibaldi di Milano.

## Archivio
A Giuseppe Pinelli è intitolato il Centro studi libertari Archivio Giuseppe Pinelli che ha sede a Milano. L'archivio è stato creato nel 1976 con lo scopo di conservare la memoria anarchica. Nel 2017 l'archivio avvia il progetto Giuseppe Pinelli: una storia soltanto nostra, una storia di tutti per raccogliere le testimonianze sulla vita di Giuseppe Pinelli, sulla Strage di piazza Fontana e sulla sua morte. Nell'archivio sono raccolte lettere di Giuseppe Pinelli, articoli di giornale, testimonianze video e immagini.
Altre lettere e documenti di Giuseppe Pinelli sono conservati presso l'Archivio Storico della Federazione Anarchica Italiana.